# Hidegség (Magyarország)
Hidegség (németül: Kleinandrä, horvátul: Vedešin) község Győr-Moson-Sopron vármegyében, a Soproni járásban található.

## Fekvése
Hidegség Győr-Moson-Sopron vármegye nyugati részén, Soprontól mintegy 14 kilométer távolságra keleti irányban található. Természetföldrajzi szempontból a Nyugat-Magyarországi peremvidék részeként nyilvántartott Ikva-medencéhez tartozik a falu. A település határától északra elterülő Fertő-tó közelsége a történelem folyamán mindvégig meghatározta a község lakóinak életét: a növénytermesztés bizonyos ágainak fejlődését lehetetlenné tette, ugyanakkor például a zöldségtermesztés számára kedvező feltételeket biztosított a vízparti környezet.

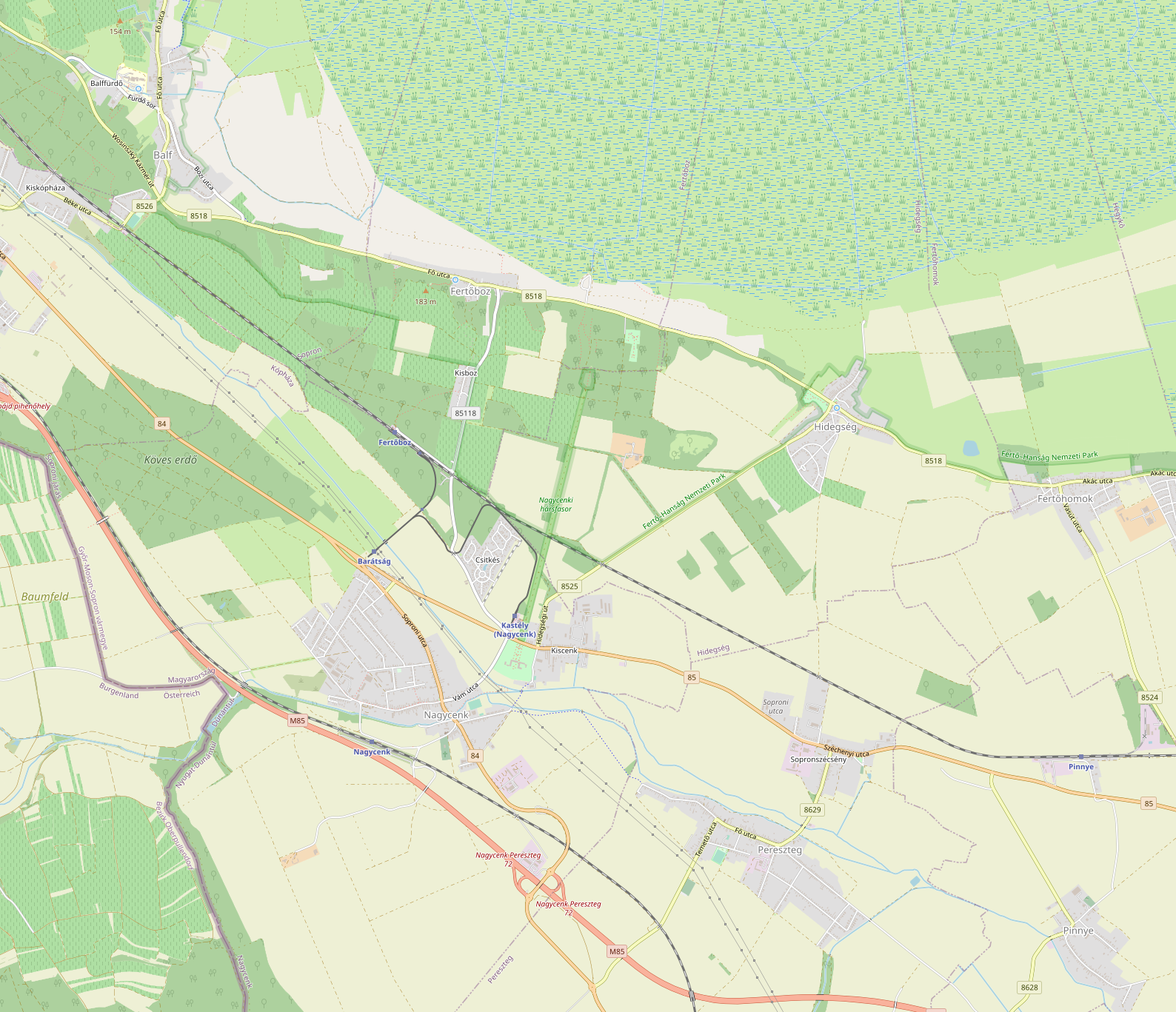
A település környékének térképe

### Megközelítése
Hidegség közlekedésföldrajzi helyzete kedvező, rajta halad keresztül ugyanis a Fertőd térségétől Sopronig vezető, a Fertő-tó menti falvakat összekötő 8518-as út. Emellett a 85-ös főúttal is kapcsolata van a falunak a Nagycenktől idáig húzódó, bő 3 kilométer hosszú 8525-ös út révén. Sopronból óránként induló autóbuszokkal nagyon könnyen elérhető a település, mintegy 20 perces buszozással.

## Története és mai élete
Hidegség a nevét a "Dézsma pincében" eredő forrásáról kapta. A környék már az újkőkorszak idején is lakott terület volt, amit a falu határában előkerült leletek is bizonyítanak. Rajtuk kívül még római korból származó tárgyakat sikerült feltárniuk a régészeknek. Önmagát a települést az írott források először 1274-ben, majd 1283-ban említették Hydegsyd formában. Ezek az oklevelek az Osl családot emlegették a község birtokosaként. A következő évszázadokban azonban a birtokosok sűrűn váltogatták egymást: 1358-ban például a Kanizsayaké lett a falu, majd a század végén házasság útján a Nádasdyakra szállt. A település lakóinak a XV. században a szomszéd földesurak háborúzásait, a XVI. században pedig a török gyakori zaklatásait kellett elviselnie. Az 1500-as évek elején a magyar lakosság elmenekült a faluból, helyükre 1532-1534 körül horvát telepesek érkeztek. Az érkező horvátok pontos létszámát nem tudjuk megmondani, az azonban biztos, hogy 1537-ben Hidegség lakóinak csak 40%-a volt magyar. A reformáció elsősorban a község magyar lakói körében vert gyökeret: 1596-ban még saját evangélikus lelkésze is volt a falunak. A 17. század első felében a lakosság túlnyomó többsége visszatért a katolikus hitre. Nádasdy Ferenc 1671-es pere után a hidegségi birtokai előbb a Draskovich, majd a Széchényi családra szálltak.
A Rákóczi-szabadságharc idején a község ismét elnéptelenedett, ezért 1704-ben újra horvát telepesek érkeztek, ezúttal a Szerémségből. A horvát népesség részaránya így annyira megnövekedett, hogy 1832-ig horvát volt az iskolai oktatás nyelve. Hidegség lakói már a 18. században is elsősorban szőlő- és gyümölcstermesztéssel, valamint nádaratással foglalkoztak. A hidegségi sárgarépa, a petrezselyem, a hagyma és a paradicsom a soproni piacon kívül még Győr, Moson és Vas vármegyékben, valamint Ausztriában is közismert volt. A szőlőtermesztés a 19. századi filoxéravész miatt elveszítette jelentőségét. A nádaratás és a feldolgozás is biztosította a megélhetést, azonban a mostoha munkakörülmények miatt nagyon sok arató egészen fiatalon elveszítette életét. Az állattenyésztés ágazatai közül inkább a külterjes szarvasmarhatenyésztést érdemes megemlíteni.
Az első világháborút még nagyobb veszteség nélkül sikerült megúszni, a második világháború azonban már tragikus eseményeket hozott a falu életében: 1944 novemberétől a faluban és az Ilona majorban zsidó munkaszolgálatosokat őriztek és dolgoztattak, s közülük 1286 beteget agyonlőttek. A szovjet csapatok 1945. április elsején érték el a falut. A megszállást követő földosztás után a lakosság társadalmi összetétele erősen megváltozott: korábban ugyanis 26 család 15-20 hold földterülettel rendelkezett, ezután kb. 5-6 hold lett az átlag birtokméret. Így a középparaszti rétegek helyett a kisparasztság került túlsúlyba. A kollektivizálás hullámai Hidegséget az 50-es években érték el először: 1950-ben megalakult a helyi Termelőszövetkezet, majd az 1959-es újjáalakulásával a szövetkezeti tulajdon általánossá vált a faluban. A 60-as években a Hidegségi Termelőszövetkezet egyesült a Hegykőivel, így a gazdasági döntések gyakorlatilag kikerültek a helybéliek hatásköréből. Megszűnt a falu önálló tanácsa is, közigazgatásilag egészen a rendszerváltásig Hegykőhöz tartozott Hidegség. Az erőteljes urbanizáció hatására itt kedvezőtlen folyamatok zajlottak le: a 60-as évektől kezdve ugyanis nagyon sokan elvándoroltak a faluból, így rendkívüli mértékben lecsökkent a település lélekszáma.
Hidegség lélekszáma a 20. század folyamán drámaian csökkent: 1900-ban még 554-en, 1930-ban 589-en, 1997-ben azonban már csak 303-an lakták. Az a furcsa helyzet állott elő, hogy a II. József- féle népszámláláshoz képest is jóval kevesebben élnek ma a faluban. A lakosság korösszetétele kedvezőtlen, majdnem eléri a 40%-ot az idősek aránya. 2007-re azonban a falu lakossága ismét növekedésnek indult, elérve a 340 főt. A keresők többsége ingázó, elsősorban a közeli Sopronban, illetve Ausztriában vállalnak munkát. Az különösen kedvezőtlen a kisközség számára, hogy sem óvodával, sem pedig általános iskolával nem rendelkezik. Hidegségen összesen 112 lakást tartanak nyilván, ebből mindössze 1 van önkormányzati tulajdonban. Vezetékes ivóvízzel mára már szerencsére csaknem minden lakást elláttak, s az utóbbi időben sor került a telefonhálózat bővítésére is. Az infrastrukturális fejlődés folyamatosságát biztosítja a szennyvízcsatorna hálózat és a vezetékes gázhálózat kiépülése is. Az utak többsége portalanítva van, ez még az utóbbi pár évtized fejlesztésének köszönhető. Így azt mondhatjuk, hogy a község kis mérete ellenére infrastrukturálisan eléggé fejlett. A turizmus fellendítése érdekében a faluban igyekeznek mindent megtenni.
A Fertő tó melléki kerékpárút bővítése és belterületi szakaszának kiépítése 1997. október elsejével vette kezdetét. A 80-as években épült faluháznál kultúrterem, orvosi rendelő és üzlethelyiségek találhatók. A helyi vízmű tulajdonosa a Soproni Víz-, és Csatornamű Vállalat, amely a szennyvíztisztító mű üzemeltetését is végzi. Mára már a kommunális folyékony és szilárd hulladékgyűjtés is megoldódott a Rekultív Kft. jóvoltából (székhelye Fertőszentmiklós). A Hidegségen járóknak érdemes még megismerkedniük a helyi nádaratással és feldolgozással. A jó minőségű termékek fele exportra megy, még Svájcban is előszeretettel vásárolnak a termékekből. Természetesen a falu lakói ma sem mondtak le a minőségi zöldségtermesztésről, még ma is ez a legkiemeltebb mezőgazdasági foglalkozás.
Hidegségnek napjainkban a kistelepülések számos problémájával szembe kell néznie, elsődleges azonban népesség alacsony létszáma. Ennek kezelése érdekében alakítottak ki a falu felett található dombon, az ún. Csillahegyen egy lakóparkot a kilencvenes évek közepén, amelynek beépítése napjainkra lassan befejeződik. A falu számára azonban emellett számos lehetőség is van. A Fertő tó melléki kerékpárút az átmenő forgalom növekedését vonhatja maga után, amelyből remélhetőleg a település is profitálhat. A turizmus fellendülését a műemléktemplom (román kori Szent András-templom), illetve Sopron város közelsége is motiválja. Ezenkívül a hagyományos tevékenységek ( zöldségtermesztés, nádfeldolgozás) is előbb-utóbb fellendülnek.
A községnek (kb. 2 km-re a falutól) Nagycenkkel közös vasútállomása volt a Győr–Sopron-vasútvonalon, de az állomás a 90-es években megszűnt.

## Közélete

### Polgármesterei
- 1990–1994: Völgyi Ferenc (független)[4]
- 1994–1998: Kuntzl Ottó (független)[5]
- 1998–2002: Kuntzl Ottó (független)[6]
- 2002–2003: Kovács István (független)[7]
- 2003–2006: Kovács István (független)[8]
- 2006–2010: Kovács István (független)[9]
- 2010–2014: Kovács István (független)[10]
- 2014–2019: Kovács István (független)[11]
- 2019–2024: Dévényi Zoltánné (független)[12]
- 2024– : Tömördy Kristóf (független)[1]

A településen 2003. augusztus 17-én időközi polgármester-választást (és képviselő-testületi választást) tartottak, az előző képviselő-testület önfeloszlatása miatt. A választáson az előző polgármester is elindult, és meg is erősítette pozícióját.

## Népesség
A település népességének változása:
| Lakosok száma | 361  | 385  | 384  | 449  | 473  | 484  | 486  | 479  |
|               | 2013 | 2014 | 2015 | 2019 | 2021 | 2022 | 2023 | 2024 |

A 2011-es népszámlálás során a lakosok 93,1%-a magyarnak, 19,4% horvátnak, 1,1% lengyelnek, 8,9% németnek, 0,3% szlováknak mondta magát (3,9% nem nyilatkozott; a kettős identitások miatt a végösszeg nagyobb lehet 100%-nál). A vallási megoszlás a következő volt: római katolikus 72,6%, református 1,4%, evangélikus 1,4%, izraelita 0,3%, felekezeten kívüli 9,1% (14,7% nem nyilatkozott).

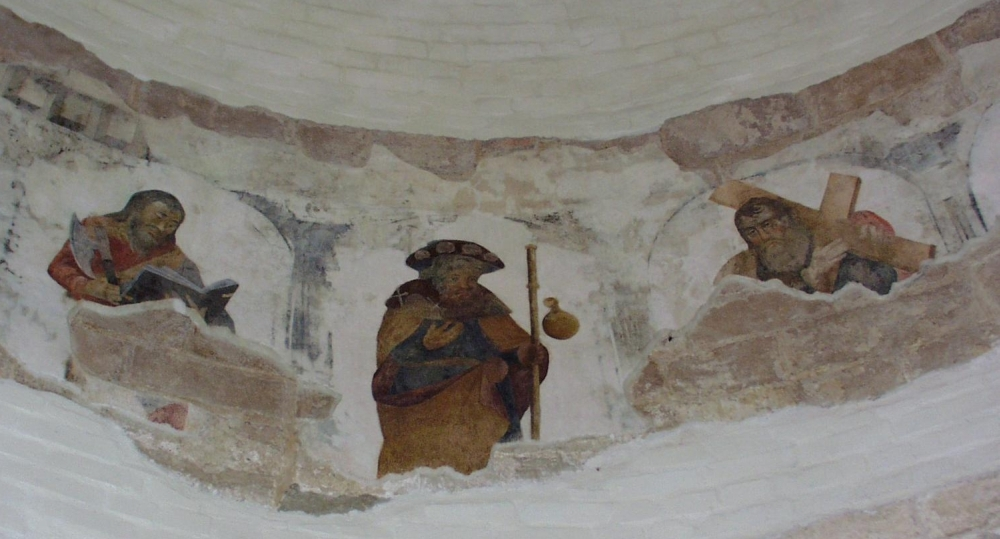
Freskórészlet a templomból

2022-ben a lakosság 84,7%-a vallotta magát magyarnak, 21,9% horvátnak, 2,9% németnek, 0,6% románnak, 0,4% ruszinnak, 0,4% szlováknak, 0,2% ukránnak, 0,2% cigánynak, 3,1% egyéb, nem hazai nemzetiségűnek (13,2% nem nyilatkozott; a kettős identitások miatt a végösszeg nagyobb lehet 100%-nál). Vallásuk szerint 47,7% volt római katolikus, 2,9% református, 1,9% evangélikus, 0,2% ortodox, 1,2% egyéb keresztény, 1,4% egyéb katolikus, 5,4% felekezeten kívüli (39,3% nem válaszolt).

## Nevezetességei
Hidegség elsőrendű műemléke a falu feletti dombon álló Szent András-templom, amelynek XIII. századi körkápolnájában korabeli freskók találhatók. Ehhez az eredeti körkápolnához a XV. században kétszakaszos hajót építettek. Ezt az 1713-as villámcsapás után barokk stílusban átalakították. A gyönyörű műemléktemplom magasabb alapszintje miatt szinte az egész községet uralja. A templom történetéhez tartozik még, hogy 1748-ban toronnyal látták el, amely szintén a barokk jegyeit viseli. Az építményt 1890-ben romantikus homlokzattal látták el, majd 1940-ben végleg meghosszabbították a hajóját.
Bár a templom részei különböző időpontokban épültek, kimagasló építészettörténeti értékét a legősibb részlet, a keleti rotunda határozza meg. Az ősi rotunda négyzetes templomtestbe foglalva alkotja a keleti szentélyt. Ilyen épülettest a Balaton-felvidéki Zánka és a szlovákiai Dejte templománál figyelhető meg. A műemléktemplom az 1971-1972-es föltárás és helyreállítás során nyerte el mai alakját.

## Híres emberek
- Horváth Pál (1930-2009) katolikus pap, magyarországi horvát költő, író.